# Легат, Николай Густавович
Никола́й Густа́вович Лега́т (27 декабря 1869, Москва, Российская империя — 24 января 1937, Лондон, Великобритания) — русский танцовщик, балетмейстер и педагог балета. Представитель династии артистов балета Легат-Обуховых. Заслуженный артист Императорских театров (1914).

## Биография
Сын балетных танцовщиков Петербургской императорской сцены Густава Легата и его жены характерной танцовщицы и пантомимной актрисы Марии Семеновны Легат (урожденной Гранкен), брат Сергея Легата. Всего в семье было пятеро детей, и все были отданы в балетную школу.
Николай Легат образование получил в балетном отделении Петербургского театрального училища (педагоги Г. И. Легат, Н. И. Волков, П. А. Гердт, Х. П. Иогансон). По окончании в 1888 году поступил в балетную труппу Мариинского театра, где дебютировал в том же 1888 году (по другим источникам, дебютировал в 1887 году в сольной партии Гения леса в pas d’action с выпускницей А. Виноградовой в балете «Очарованный лес», хореография Л. Иванова) и в 1888 году был принят в труппу императорского Мариинского театра сразу корифеем, в обход меньших амплуа.
Очень скоро к нему перешли основные партии, исполнявшиеся Э. Чекетти и П. А. Гердтом. Первой значительной ролью был Оливье на премьере балета «Калькабрино» (13.2.1891), где Н. Легат танцевал с партнершей — К. Брианца.
Был ведущим классическим танцовщиком, продолжая традиции академической петербургской балетной школы, обладал хорошими сценическими данными, отличался благородным стилем исполнения. Его внешние данные не соответствовали его репертуару: главным партиям балетных красавцев, но безукоризненная техника затмевала всё. В. Шелохаев пишет: «Невысокого роста, плотного мускулистого телосложения, с крупноватой головой, Легат был далек от идеала ведущего классического танцовщика. Но сила и ловкость делали его великолепным партнером».
Николай Легат был партнёром лучших балерин своего времени, таких как А. П. Павлова, М. Ф. Кшесинская, Т. П. Карсавиной, П. Леньяни, К. Брианца, О. И. Преображенская и др.
Работал и как балетмейстер. Поначалу он поставил несколько дивертисментов и балетных номеров для своих друзей-танцовщиц и танцовщиков: для дальней родственницы танцовщицы В. Мосоловой поставил pas de deux; для 25-летнего бенефиса М. М. Петипа, гражданской жены брата Сергея, был сочинен и поставлен Valse caprice А. Рубинштейна, исполненный вместе с О. Преображенской; для Матильды Кшесинской разработал pas de deux. 2 февраля 1901 года состоялась премьера комедии Шекспира «Сон в летнюю ночь» в Александринском театре — танец эльфов с Т. Карсавиной также принадлежал Николаю Легату. Постепенно перешел на постановки значительных балетных спектаклей. С 1902 году он был назначен на должность помощника балетмейстера, первая самостоятельная постановка (совместно с младшим братом Сергеем) — «Фея кукол» Й. Байера, премьера прошла 1 сентября 1902 года. Сюжет балета был прост: куклы в маленьком магазинчике игрушек ночью оживали и устраивали празднество во главе с феей кукол. Балет был решён полностью в рамках академического стиля, напрочь отметая все реформаторские балетные течения. Оформил спектакль художник Леон Бакст. Партии исполняли выдающиеся балерины театра: М. Ф. Кшесинская (фея кукол), А. Павлова (испанка), В. Трефилова (японка), А. Ваганова (китаянка), О. Преображенская (кукла Бебе), М. М. Фокин (первый Пьеро), Сергей Легат (второй Пьеро) и др.
С 1905 года он стал вторым балетмейстером, с 1910 года — главным балетмейстером императорского Мариинского театра, став наследником миссии и идей Мариуса Петипа. На своей должности он как приверженец классического направления стремился к сохранению хореографического наследия прошлого, и всяческие реформистские движения вызывали у него лишь полное неприятие и даже агрессию. Для пущей борьбы с конкурентами, по театральной традиции, не стеснялись прибегать к интригам; известно, что Н. Г. Легат немилосердно и не слишком достойно повел себя по отношению к своему конкуренту В. Нижинскому.
Одновременно проявил себя как художник. Вместе с младшим братом Сергеем нарисовал серию карикатур на деятелей петербургского балета. Плодом их рисовального творчества стал совместно изданный альбом «Русский балет в карикатурах» (СПБ, 1903), включающий карикатуры на прославленных деятелей русского балета: Э. Чекетти, А. Я. Ваганову, М. К. Обухова, М. М. Петипа, А. В. Ширяева, Т. Карсавину, М. М. Фокина, М. Ф. Кшесинскую, К. М. Куличевская и множество других, а кроме того создали серию автошаржей и на себя.
В 1896—1914 годах работал педагогом в Петербургском театральном училище. Среди учеников: А. П. Павлова, М. М. Фокин, Т. П. Карсавина, Кшесинская, Трефилова, Л. Г. Кякшт, В. Ф. и Б. Ф. Нижинские, А. Я. Ваганова, Ю. Седова, Ф. В. Лопухов, Н. Ф. Манохин.
9 сентября 1914 года Мариинский театр торжественно отметил 25-летний юбилей творчества Николая Легата, удостоив его почётного звания заслуженного артиста императорских театров. После этого он покинул казённую сцену в том же 1914 году, когда дирекция императорского театра не возобновила с ним контракт, однако поставил несколько балетов и дивертисментов в частных труппах: в Народном доме (среди постановок там балетный спектакль «Белая лилия» на музыку Б.Асафьева, основные партии исполняли: Золотой бабочки — О. И. Преображенская, Мотылька — сам Н.Легат, Лилии — вторая жена Н.Легата непрофессиональная балерина-любительница Н.Николаева, Ириса — А. Ф. Бекефи), в Школе русского балета А. Л. Волынского, продолжал давать частные уроки, в том числе в частной балетной школе В. Москалевой. Он пробовал создать собственную балетную труппу, но из этого ничего не получилось — требовались большие материальные вложения. А любительские постановки, не требующие затрат на профессионалов, его самого не устраивали по уровню исполнения.
После революции в начале 1920-х Николай Легат был приглашён преподавать в Московское театральное училище, но там он не прижился. Вернувшись в Петроград, опубликовал статью в журнале, в которой деятельность петроградской балетной школы подвергалась резкой критике. Статья имела скандальный резонанс; нашлись как соглашавшиеся с позицией автора, так и оппоненты; балет в эти годы действительно находился в упадке и вместе со всей страной пытался перестроиться на новые «социалистические рельсы».
В августе 1922 года он был избран членом высшего хореографического совета бывшего Мариинского театра, призванного руководить труппой. Но осенью того же года Николай Легат покинул Россию.
В 1925—1926 годах сотрудничал с труппой С. П. Дягилева, где преподавал классический танец; в 1929 открыл собственную балетную школу в Лондоне. По другим источникам, он открыл школу в Лондоне в 1923 году, а с 1926 её возглавила его жена — Н. А. Николаева-Легат. Постепенно эта школа стала не только важной вехой для становления нарождавшегося заново английского балета, но и мировым центром сохранения и передачи академических традиций, куда стали приезжать совершенствоваться артисты балета из разных стран. В школе занимались такие выдающиеся исполнители как В.Немчинова, А.Данилово, Л.Лопухова, А.Маркова, М.Фонтейн, Н. де Валуа, А.Долин, С.Лифарь, А.Картер, А. Эглевский, М.Ширер, Ф. Аштон. Школа превратилась также в первый интернациональный центр по пропаганде и распространению методических знаний о русской школе классического танца. Через некоторое время, по смерти Легатов, руководством школой перешло к Е. Бартелл.
В 1932 году Николай Легат издал в Лондоне книгу «Рассказ о русской школе» («Story of the Russian School»).
Внучка: выдающаяся балерина, солистка Ленинградского театра оперы и балета имени Кирова (Мариинский театр, Санкт-Петербург, Россия), балетный педагог Татьяна Легат (1934 — 2022).

## Партии
- «Волшебная флейта» Дриго — Лука
- «Дочь фараона» Пуни — Лорд Вильсон
- «Спящая красавица» Чайковского — Дезире
- 1894 — «Пробуждение Флоры» Риккардо Дриго, балетмейстеры Мариус Петипа, Лев Иванов — Зефир (Петергофский дворцовый театр)
- «Лебединое озеро» Чайковского — Зигфрид
- «Тщетная предосторожность» — Колен
- «Дон Кихот» — Базиль
- «Жизель» — Альберт
- «Раймонда» Глазунова, балетмейстер М. И. Петипа — Жан де Бриен
- «Арлекинада» Дриго — Арлекин
- «Коппелия» Л.Делиба — Франц
- «Эсмеральда» — Гренгуар
- « Золушка» — принц Шарман
- «Жертвы Амуру» — пастух Илас

## Постановки
В Мариинском театре:
- 1903 — «Фея кукол» Й. Байера (совместно с С. Легатом)
- 1906 — «Кот в сапогах» А. Михайлова
- 1907 — «Аленький цветочек» Ф. Гартмана

Возобновил балеты, поставленные М. И. Петипа: «Времена года» (1907); «Талисман» Р. Дриго (1909), «Синяя борода» П. Шенка (1910).
В 1915—1917 для антрепризы А. Р. Аксарина в Народном доме танцы для опер:
- «Кармен» Ж. Бизе
- «Галька» С. Монюшко